# 閻汝哲
閻汝哲（1548年—1584年），字克明，號觉庵，直隸真定府冀州南宮縣人，民籍，明朝政治人物。

## 生平
萬曆元年（1573年）癸酉科順天府鄉試第八十四名，萬曆八年（1580年）庚辰科會試第一百八十六名，登二甲第三十五名進士。户部觀政，次年授南京户部主事，萬曆十二年（1584年）卒。

## 家族
曾祖閻聚；祖父閻愷；父閻玄。嫡母邢氏；生母任氏。